# Fabian Bæhrendtz
Fabian Julius Bæhrendtz, född den 15 mars 1849 i Sölvesborg, död den 26 februari 1920 på Lidingö, var en svensk kulturhistoriker. Han var farfar till Nils Erik Bæhrendtz.
Bæhrendtz blev filosofie doktor i Lund 1879 och var lektor i Kalmar 1880–1914. Bæehrendtz främsta insatser gjordes i Kalmar läns fornminnesförenings tjänst. Han var föreståndare för Kalmar läns museum 1884–1919 och utgivare av dess tidskrift. Han skrev även flera artiklar i tidskriften, bland vilka märks Striderna om Kalmar 1611 och Anteckningar om Kalmar domkyrka. Bæhrendtz företog även givande arkeologiska undersökningar.